# Damjanich-emlékmű
A szolnoki Damjanich-emlékmű a Tisza és a Zagyva találkozásánál található.

## Helye
Közvetlenül a Művésztelep mellett található.

## Története
Szolnokot 1849. március 5-én Damjanich János honvédtábornok csapatai visszafoglalták, ezzel kezdetét vette a tavaszi hadjárat. Az 1848–49-es forradalom és szabadságharc kiemelkedő személyiségét örökítette meg Radnai Béla szobrászművész. A dicsőséges tavaszi hadjárat emlékére készült alkotást 1912-ben állították fel. Az emlékmű carrarai fehérmárványból készült.